# Poštna znamka
Poštna znamka je potiskan kos papirja z označeno nazivno vrednostjo, državo in poštno upravo, ki jo je izdala. Sodi v kategorijo poštnih vrednotnic, saj se uporablja za označevanje plačila poštnih storitev pri prometu manjših in lažjih poštnih pošiljk, predvsem pisem, razglednic, dopisnic in podobno. Ena od glavnih pojavnih značilnosti poštne znamke je perforacija ali luknjanje, ki omogoča lažje in hitrejše ločevanje posamezne poštne znamke iz prodajne pole.

## Redne poštne znamke
Praviloma so enostavnejše izvedbe (cenejši papir, manj barv ali ena sama) in manjše velikosti, v prodaji in uporabi so daljše časovno obdobje. Tiskajo se v velikih nakladah in večkrat (ponatisi), odvisno od potreb poštnega prometa. Izdane so v prodajnih polah, ki vsebujejo večje število enakih poštnih znamk (50 in več kosov).

## Priložnostne poštne znamke
Namenjene so zaznamovanju pomembnih obletnic, svetovnih in domačih dogodkov ter prikazovanju motivov iz sveta narave, športa, osebnosti,...  Praviloma so bolj zahtevne izvedbe (boljši papir, štiri ali večbarvni tisk) in so večje velikosti. Tiskajo se samo enkrat v manjših nakladah. Izdane so lahko v prodajnih polah (45 znamk v poli ali manj), malih polah (10 znamk ali manj), blokih ali posebnih zvežčkih, ki vsebujejo manjše število znamk (do 12) v priročnem formatu.

## Zgodovina poštne znamke
Prva poštna znamka je bila izdana 1840 v 	Veliki Britaniji. Čeprav je že nekaj let pred tem o podobnih rešitvah pisal Slovenec Lovrenc Košir, velja za »očeta« poštne znamke v mednarodnih krogih sir Rowland Hill.

## Podatki in sestavni deli poštne znamke
Ob izdaji poštne znamke poštna uprava evidentira naslednje podatke:
- Motiv
- Oblikovanje
- Nominala (lahko s črkovno oznako)
- Velikost
- Izvedba tiska
- Vrsta zobčanja (pri samolepilnih znamkah: valoviti izsek)
- Vrsta papirja
- Tiskarna
- Datum izida
- Zaključek prodaje
- Naklada
- Žig prvega dne
- Ovitek prvega dne

### Slovenske poštne znamke
Verigar je poimenovanje za  serijo znamk, ki so bile izdane in dane v poštni promet kmalu po razpadu Avstro-Ogrske in veljajo za prve »slovenske« poštne znamke. Serijo je leta 1918 zasnoval slovenski slikar Ivan Vavpotič.

#### Uporaba slovenskih poštnih znamk v notranjem in mednarodnem prometu
Notranji poštni promet

Standardno pismo - znamka s črkovno oznako A
Dopisnica (tudi razglednica) - znamka s črkovno oznako B
Navadno pismo s težo do 50 g - znamka s črkovno oznako B
Mednarodni poštni promet

Standardno pismo - znamka s črkovno oznako C
Dopisnica (tudi razglednica) - znamka s črkovno oznako C
Navadno pismo s težo do 50 g - znamka s črkovno oznako D